# Mai 2025
Cette page présente les faits marquants du mois de mai 2025.

## Environnement
D'après les observations de Copernicus, avec une température moyenne de l'air de 15.79°C, soit +1.4°C par rapport aux moyennes pré-industrielles, et une température moyenne de surface des océans de 20.79°C, mai 2025 est le deuxième mois de mai le plus chaud jamais enregistré sur terre comme sur mer, derrière mai 2024. De larges zones du nord-est de l'Atlantique Nord ont connu une canicule marine, ce qui a perturbé la distribution des pluies en Europe. Certaines zones européennes ont connu leur plus bas niveau de pluie et d'humidité des sols depuis 1979, les Pays-Bas et le Danemark ont été confrontés à une sécheresse jamais vue depuis des décennies.
Le Canada subit fin mai une vague d'incendies. Au 29 mai, 134 feux sont en cours, affectant l’Ontario, la Colombie-Britannique, l’Alberta et la Saskatchewan. Le Manitoba étant à cette date la province la plus touchée du pays, avec 22 brasiers actifs et près de 200 000 hectares déjà brûlés, soit trois fois la moyenne annuelle. Plus de17 000 personnes sont évacuées dans cette seule province.
Le Groeland a connu des températures plus chaude en moyenne de +3.9°C par rapport à la moyenne préindustrielle. Concrètement, ceci s'est traduit par une vague de chaleur autour de 20°C, avec un pic au-dessus de 26°C le 15 mai 2025, soit 13°C de plus que les maximales journalières de mai sur la période 1991-2020 d'après la World Weather Attribution. 94 % des stations météos ont enregistré de nouveaux records de température au mois de mai sur l’île. En conséquence, l'inlandis a fondu 17 fois plus vite que la moyenne historique entre le 15 et le 21 mai.

## Événements
- 19 avril au 5 mai : championnat du monde de snooker.
- 26 avril au 3 mai : 17e édition du championnat du monde double mixte de curling.
- 1er mai : au moins 12 personnes sont tuées et 37 autres blessées dans une collision impliquant plusieurs véhicules au péage de Tarlac sur une autoroute, aux Philippines[4].
- 1er au 11 mai : 23e Coupe du monde de beach soccer.
- 2 mai : au moins 11 soldats nigérians sont tués dans une attaque djihadiste contre une base militaire, à Buni Gari, à Gujba dans le nord-ouest du Nigeria[5].
- 3 mai :
  - élections législatives en Australie ;
  - élections législatives à Singapour ;
  - élection présidentielle au Togo, Jean-Lucien Savi de Tové est élu.
- 4 au 10 mai : 11e édition du Tour d'Espagne féminin.
- 4 mai :
  - élection présidentielle en Roumanie (1er tour) ;
  - début d'une série de bombardements par drones de Port-Soudan par les Forces de soutien rapide (FSR)[6] ;
  - un missile balistique lancé par les Houthis frappe un terrain vague dans l'enceinte de l'aéroport international de Tel Aviv-David Ben Gourion, faisant 6 blessés légers, des dégâts très mineurs et causant un cratère d'impact large de plusieurs dizaines de mètres. De nombreuses compagnies aériennes occidentales annoncent suspendre leur vol vers Tel-Aviv après ce bombardement[7].
- 5 mai : second jour de bombardement contre Port-Soudan par les FSR. L'aéroport de Port-Soudan est visé, au moins un hangar et un Iliouchine Il-76 civil sont détruits[8], un Boeing 737 civil est sérieusement endommagé[9].
- 6 mai :
  - Friedrich Merz est élu chancelier fédéral d'Allemagne ;
  - frappes indo-pakistanaises de 2025 ; plusieurs dizaines de personnes sont tués par les bombardements entre les deux pays jusqu'au cessez-le-feu le 10 mai.
  - les bombardements contre Port-Soudan continuent par les FSR. rupture des relations diplomatiques entre le Soudan et les Émirats arabes unis accusé de les armés[10]
  - en représailles du tir du 4 mai, un bombardement de l'aviation israélienne met hors service l'aéroport international de Sanaa[11]. Celui-ci fait selon son directeur, 500 millions de dollars de dégâts. Trois personnes sont tués[12]. Deux Airbus A320 et un Airbus A330 de Yemenia saisis par les Houtis en 2024[13], un Iliouchine Il-76 anciennement de la force aérienne yéménite et un Bombardier CRJ200 de Felix Airways (en) sont détruits[14]. Il reprend ses activités le 17 mai[15].
- 7 et 8 mai : conclave au Vatican.
- 7 au 11 mai : 60e édition des championnats d'Europe de karaté.
- 8 mai : l'Américain Robert Francis Prevost est élu pape et prend le nom de Léon XIV.
- 9 mai : onze militaires équatoriens sont tués dans le canton Orellana par une faction dissidente des Forces armées révolutionnaires de Colombie[16].
- 9 au 25 mai : 88e édition du championnat du monde de hockey sur glace.
- 9 mai au 1er juin : 108e édition du Tour d'Italie.
- 10 mai :
  - au moins 19 prisonniers sont tués, et 45 autres sont blessés lors d'une frappe aérienne de drone des Forces de soutien rapide sur une prison à El Obeid, au Kordofan du Nord, au Soudan[17] ;
  - selon le Ministère de la Santé de Gaza du Hamas, au moins 23 Palestiniens sont tués, dont trois enfants, lors de frappes aériennes israéliennes nocturnes sur la ville de Gaza[18] ;
  - au moins trente voyageurs sont tués, et plusieurs véhicules incendiés, lors d'un incendie criminel et d'une fusillade de masse perpétrés par des hommes armés soupçonnés d'appartenir au Réseau de sécurité de l'Est, des séparatistes biafrais, le long de l'autoroute Okigwe-Owerri dans l'État d'Imo au sud-est du Nigeria[19].
- 11 mai :
  - élections législatives en Albanie, remportées par le Parti socialiste ;
  - au moins 23 personnes sont tuées par des hommes armés dans quatre attaques distinctes, dans l'État de Benue, dans le centre du Nigeria[20].
- 12 mai :
  - après plus de quatre décennies de conflit armé contre l'État turc, le Parti des travailleurs du Kurdistan (PKK) annonce sa dissolution ;
  - élections législatives aux Philippines ;
  - au moins une vingtaine de civils sont exécutés par l'armée malienne à Diafarabé, près de Tenenkou, dans la région de Mopti, au Mali[21].
- 13 mai :
  - le bilan de l'épidémie de choléra touchant l'Angola depuis janvier 2025 est de 20 050 cas rapportés dont 612 décès[22] ;
  - au moins 28 personnes sont tuées dans une frappe aérienne israélienne contre l'Hôpital européen de Gaza (en). D'après les autorités israéliennes, le bâtiment abritait un centre de commandement, et de contrôle du Hamas sous le bâtiment[23].
- 13, 15 et 17 mai : 69e édition du Concours Eurovision de la chanson à Bâle en Suisse.
- 14 mai :
  - des affrontements intercommunautaires font au moins 41 morts dans le village Mandakao, dans la province du Logone-Occidental au Tchad, qui est incendié[24].
  - au moins 31 militants, dont de hauts dirigeants, de la rébellion naxalite, sont tués dans une opération militaire, à la frontière entre les États indiens du Chhattisgarh et du Telangana[25] ;
  - les frappes aériennes israéliennes tuent au moins 70 Palestiniens dans la bande de Gaza[26].
- 16 mai : premier vol de l'avion d'affaires Bombardier Global 8000 au centre d’assemblage d’avions Bombardier de Mississauga, en Ontario[27]
- 17 au 25 mai : 69e édition des championnats du monde de tennis de table à Doha au Qatar.
- 17 mai : 
  - le trois-mâts barque Cuauhtémoc de la marine mexicaine, naviguant avec 277 personnes à bord, percute le pont de Brooklyn à New York, sous lequel la hauteur de ses mâts lui interdisait de passer. L'accident fait deux morts et une vingtaine de blessés à son bord[28],[29].
  - JJ remporte la 69e édition du Concours Eurovision de la chanson, représentant l'Autriche avec sa chanson Wasted Love[30].
- 18 mai :
  - élection présidentielle en Pologne (1er tour) ;
  - élections législatives au Portugal ;
  - élection présidentielle en Roumanie (2e tour), Nicușor Dan est élu ;
  - messe d'inauguration du nouveau pape Léon XIV au Vatican ;
  - au moins 14 personnes sont tuées dans des frappes paramilitaires sur un camp de déplacés à El Fasher, au Soudan[31].
- 19 mai :
  - plus de 70 militants du Harakat al-Chabab al-Moudjahidin sont tués le long de la frontière entre Hiiraan et Shabeellaha Dhexe en Somalie lors d'une opération militaire nocturne menée par l'armée nationale somalienne et des combattants de la défense locale de Hiiraan[32] ;
  - la Cour internationale de justice (CIJ) statue par 13 voix contre 2, que la Guinée équatoriale obtient la souveraineté sur les îles de Conga, Mbanié et Cocoteros dans le cadre d'un différend territorial avec le Gabon[33].
- 21 mai :
  - au Burkina Faso, au moins 100 personnes sont tuées dans un massacre commis par un convoi de l’armée burkinbaise, et des VDP, dans plusieurs villages des départements de Dori et Gorgadji, dans la région du Sahel[34].
  - l'Armée israélienne tire à balles réelles en direction d'un groupe de diplomates de nombreux pays (Chine, Japon, Mexique, France, Pays-Bas, Roumanie, Espagne, Belgique, Portugal, Irlande, Égypte, Turquie) qui participaient à une visite organisée par l'Autorité palestinienne à Jénine, en Cisjordanie occupée, provoquant un tollé mondial[35] ;
  - deux employés de l'ambassade d'Israël aux Etats-Unis sont tués par balles devant le musée juif de Washington, provoquant également une réaction diplomatique mondiale[36], le tireur est arrêté sur place[37].
  - La loi interdisant le démarchage téléphonique, est définitivement adoptée en France.
- 22 mai :
  - la souveraineté sur l'archipel des Chagos est transférée du Royaume-Uni à Maurice ;
  - un avion d'affaires Cessna Citation II s'écrase durant son approche vers l'aéroport Montgomery Field sur le quartier résidentiel Tierrasanta de San Diego. Les six personnes à bord sont tuées, plusieurs au sol blessés[38] ;
  - au moins 80 personnes sont tuées dans des attaques israéliennes dans la bande de Gaza[39].
- 23 mai :
  - 41 soldats des forces armées maliennes sont tués dans l'attaque du camp militaire de Dioura (en), dans la commune de Karéri, au Mali, par le Groupe de soutien à l'islam et aux musulmans[40] ;
  - au moins 260 mineurs sont bloqués après un effondrement à la mine de Kloof, en Afrique du Sud[41] ;
  - après la prise d'Omdurman et la fin de la bataille de Khartoum, les forces armées soudanaises ont découvert une fosse commune contenant environ 465 corps à Omdurman[42].
- 24 mai :
  - au moins 79 personnes sont tuées par des frappes aériennes israéliennes sur la bande de Gaza[43] ;
  - au moins 30 personnes tuées, lors de deux attaques présumées de bandes armées dans le district de Karim Lamido au Nigeria[44].
- 25 mai au 8 juin :124e édition des Internationaux de France de tennis à Paris.
- 25 mai :
  - élections législatives au Suriname ;
  - élections législatives au Venezuela ;
  - une attaque de centaines de membres de l'État islamique dans le Grand Sahara sur une base militaire à Eknewane, dans le département de Tillia au Niger, fait au moins 58 morts dans les rangs du bataillon de renseignement et de surveillance des forces armées nigériennes[45] ;
  - le porte-conteneurs MSC Elsa 3' de la Mediterranean Shipping Company sombre à 38 milles marins de l’État indien de Kerala[46].
  - la South Western Railway est nationalisée, devenant la première compagnie ferroviaire renationalisée dans le cadre d'une politique du gouvernement britannique visant à ramener dans le secteur public tous les opérateurs ferroviaires britanniques d'ici la fin de 2027[47].
- 26 au 31 mai : 11e édition des championnats d'Europe de gymnastique artistique, à Leipzig en Allemagne.
- 28 mai :
  - un jugement du Tribunal de commerce international des États-Unis dénie au président des États-Unis le pouvoir constitutionnel d'imposer seul les sanctions douanières prévues par l’International Emergency Economic Powers Act (IEEPA) de 1977 et annule les droits de douane du Liberation Day contestés par cinq entreprises plaignantes et par douze États fédérés. Le gouvernement américain déclare aussitôt faire appel de cette décision[48] ;
  - des inondations à Mokwa au Nigeria font plus de 700 morts et 3 000 déplacés[49], dans un bilan provisoire pouvant plus doubler[50].
  - le village de Blatten dans le canton du Valais est détruit par l'effondrement du glacier du Birch. Une personne est portée disparue[51] ;
  - le dernier des quatre avions de ligne de Yemenia saisis par les Houtis, un Airbus A320, est détruit lors d'un bombardement aérien israélien sur l'aéroport international de Sanaa. Il n'y a pas de pertes humaines[52].
- 29 mai : un avion de patrouille maritime Lockheed P-3C Orion de la Marine de la république de Corée, avec 4 personnes à bord, s'écrase peu après son décollage de l'aéroport de Pohang contre une montage en Gyeongsang du Nord[53].
- 29 mai au 1er juin : 82e édition des Championnats d'Europe d'aviron à Plovdiv, en Bulgarie.
- 30 mai : au moins 60 djihadistes tués, dont un responsable de Boko Haram, lors d’opérations de l’armée dans le nord-est du Nigéria[54].
- 31 mai : finale de la ligue des champions de l'UEFA, à Munich en Allemagne, remportée par le PSG[55].